# 笹本れいか
笹本 れいか（ささもと れいか、1986年12月20日 - ）は、日本の女優。ENメイカーズ代表。
東京都出身。愛称は「さされい」「れいか」。
身長155cm。血液型はA型。東京都立上野高等学校卒業。
趣味は舞台鑑賞、ダーツ。特技はダンス(ジャズ・バレエ等)、ピアノ。

## 来歴・人物
高校卒業後、野沢トオル主宰のダンスエンターテイメントグループ「GEKIDAN!Gee−ホイズ」に入団。2006年退団。
その後、テーマパークでのショーアクターやMCを務める。
2008年、自らが主宰の劇団REDスコープを旗揚げ。脚本、演出、振付を手掛ける。
2011年1月から1年間、井田國彦が主宰する劇団漂流船に参加。

## 家族
父は落語家の柳亭楽輔。

## 出演

### 舞台
- リビングの中心で、何をさけぶ（2005年、GEKIDAN!Gee-ホイズネガティ部、浅草橋アドリブ小劇場）  - 中島佳代 役
- 任務だよ、全員集合！〜INPOSSBLE〜（2005年、GEKIDAN!Gee-ホイズ、ザムザ阿佐ヶ谷） - 門田 役
- Dohran Beige ドーランベージュ（2005年、GEKIDAN!Gee-ホイズ、CLUB CITTA）
- ますくボックス（2008年、劇団REDスコープ旗揚げ、浅草橋アドリブ小劇場） - 脚本・演出・振付・出演
- 沈まない夕陽（2010年、劇団漂流船、笹塚ファクトリー） - 岡本早苗 役
- 慟哭の光 〜鬱と光とメロディと〜（2010年、劇団漂流船、武蔵野芸能劇場） - 主演 レイ 役
- 沈まない夕陽 大阪公演（2010年、劇団漂流船、世界館） - 岡本早苗 役
- 沈まない夕陽 ラフォーレ原宿公演（2010年、劇団漂流船、ラフォーレ原宿） - 岡本早苗 役
- レスラーボーイズ（2011年、ベニバラ兎団(IZAM主宰)、「劇」小劇場）  - 明日実 役
- 明日との約束（2011年、劇団漂流船、武蔵野芸能劇場） - 矢島泉＆加藤みずき 役
- センターマイク（2011年、ぱるエンタープライズ、築地ブディストホール） - 舞浜先生 役
- 暗闇に咲く花（2012年、劇団漂流船、上野ストアハウス） - 遊佐 役
- 星屑たちのアンコール（2012年、Gフォースプロデュース(後藤宏行 (俳優)主宰)、Gフォースアトリエ） - アイドル　ミッキー(サトナカミカ) 役
- 近松門左衛門　一つ思いの恋（2012年、Gフォースプロデュース、Gフォースアトリエ） - 芳蔵役
- パーティー！アフターパーティー！！（2013年、Gフォースプロデュース、Gフォースアトリエ） - 主演 クミコ 役
- ムカイ先生の歩いた道（2013年、Gフォースプロデュース、築地ブティストホール） - ムカイコウメ 役
- 夏の夜の夢（2013年、Gフォースプロデュース、Gフォースアトリエ） - パック (妖精) 役

### テレビ
- ものまねバトル（2005年、日本テレビ） -バックダンサー

### ネットテレビ
- いだくに演劇探偵団（2011年） -レギュラー出演

### 映画
- COOL BLUE（2011年11月）-看護婦役

### PV
- Do As Infinity 「ナイター」（2009年、アルバム「ETERNAL FLAME」、avex trax）